# پاتریس ترووآدا
پاتریس ترووآدا (انگلیسی: Patrice Trovoada؛ زادهٔ ۱۸ مارس ۱۹۶۲) یک سیاست‌مدار اهل سائوتومه و پرنسیپ است که در حال حاضر پست نخست‌وزیری این کشور را برعهده دارد.
وی از سپتامبر ۲۰۰۱ تا ۴ فوریه ۲۰۰۲ وزیر امور خارجه سائوتومه و پرنسیپ بود
وی فرزند میگل ترووآدا، نخست‌وزیر (۱۹۷۹–۱۹۷۵) و رئیس‌جمهور (۱۹۹۱–۲۰۰۱) پیشین سائوتومه و پرنسیپ می‌باشد